# 弦楽四重奏曲第43番 (ハイドン)
弦楽四重奏曲第43番 ニ短調 作品42 Hob. III: 43 は、フランツ・ヨーゼフ・ハイドンが作曲した弦楽四重奏曲のひとつである。

## 特徴
ハイドン中期の1785年に作曲されたこの曲は、ハイドンの弦楽四重奏曲にしては珍しく単独で作品番号がつけられている。おそらく、他の消失した2〜3曲の弦楽四重奏曲とともに「スペイン四重奏曲」として作曲されたと思われる。曲の特徴としては、全体的にコンパクトにまとめられている。ここにもハイドンのひとつの特徴を見ることができよう。

## 楽章構成
全4楽章、演奏時間は約14分。
- 第1楽章 アンダンテ・エド・インノチェンテメンテ
ニ短調、4分の2拍子、ソナタ形式。
- 第2楽章 メヌエット (アレグレット) - トリオ
ニ長調 - ニ短調、4分の3拍子。
- 第3楽章 アダージョ・エ・カンタービレ
変ロ長調、2分の2拍子、三部形式。
- 第4楽章 フィナーレ：プレスト
ニ短調、4分の2拍子、ソナタ形式。

## 編成
- 第1ヴァイオリン
- 第2ヴァイオリン
- ヴィオラ
- チェロ